# Юстина Зігемунд
Юстина Зігемунд (нім. Justine Siegemund або нім. Justina Siegmund), або Зігемундін, (уроджена Юстина Дітріх; 26 грудня 1636 — 10 листопада 1705) — акушерка із Сілезії. Її акушерська книга «Придворна акушерка» (1690) була першим німецьким медичним текстом, написаним жінкою.

## Життєпис

### Ранній період
Юстина Дітріх народилася 26 грудня 1636 в доньці Еліаса Дітріха, лютеранського священика, у Ронштоку (нині Розтока, Польща), у колишньому Сілезькому князівстві Явор. Батько помер у 1650 році, коли їй було 14 років. У 1655 році вона вийшла заміж за Крістіана Зігемунда, бухгалтера. Подружжя залишалося бездітним протягом 42 років шлюбу та підтримувало одне одного у своїй професійній кар'єрі.

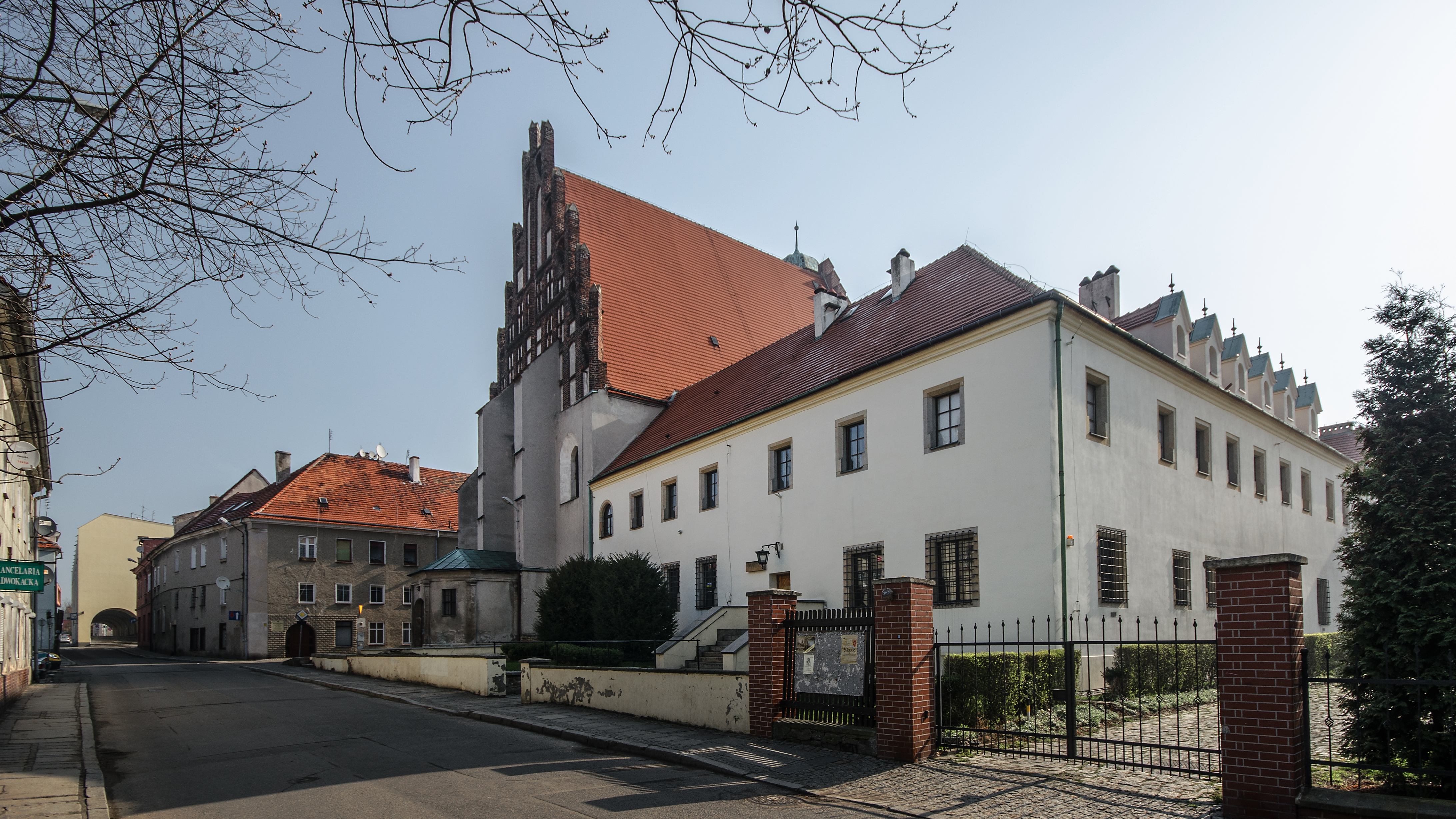
Столиця Яворського князівства — вид на одну з вулиць.

### Кар'єра

#### 1656—1672
У 20 років Джастін страждала від опущення матки, яке було неправильно діагностовано. Цей болісний досвід спонукав її навчитися акушерству, і вона почала свою практику в 1659 році, коли її попросили допомогти у випадку ускладнених пологів, пов'язаних із неправильним розташуванням руки плода. До 1670 року вона надавала безкоштовні акушерські послуги бідним жінкам у своїй місцевості. База її платних клієнтів зросла до купців і дворянських родин.

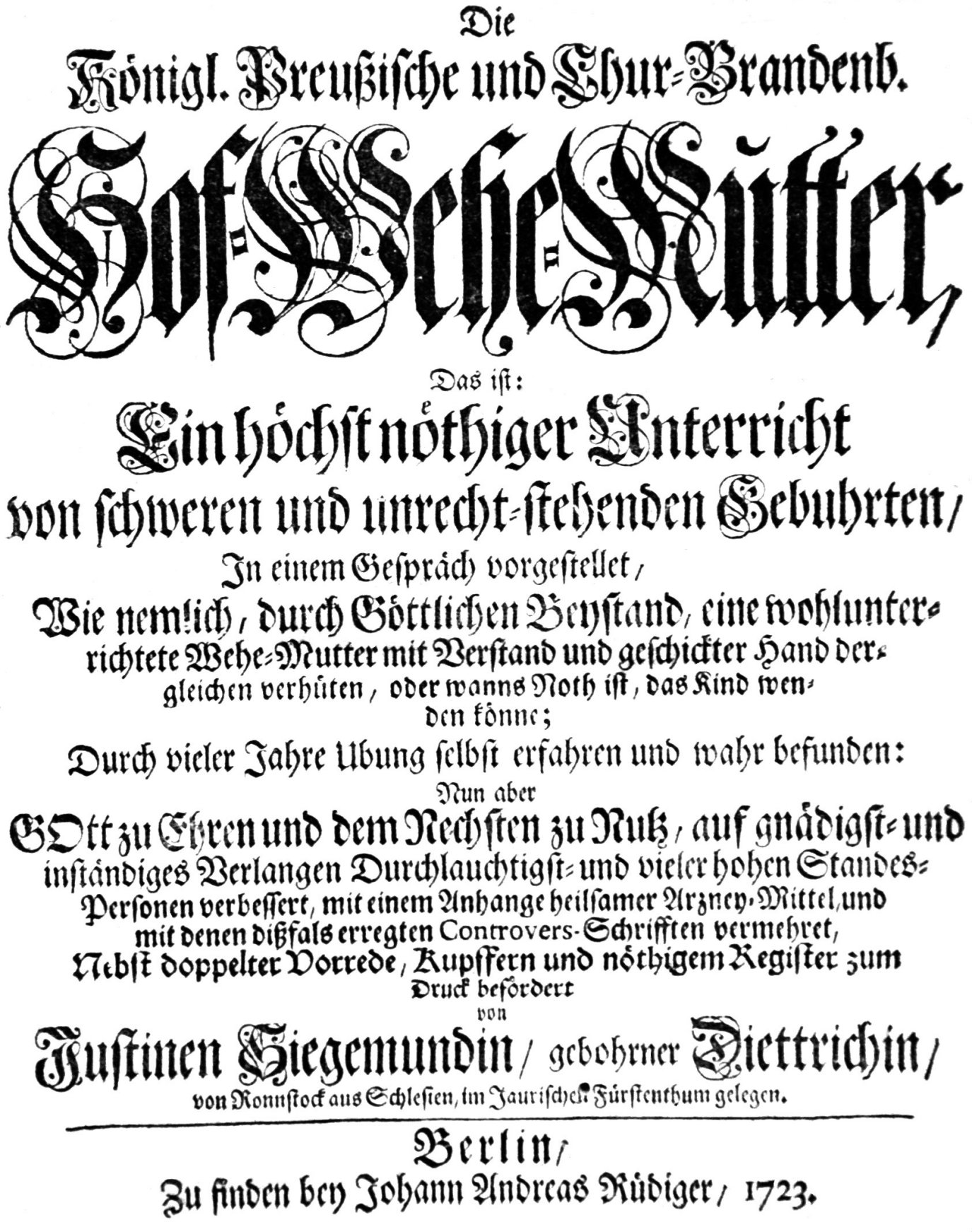
Титульна сторінка підручника Зигизмундіна

У 1670 році Зігемунд була названа міською акушеркою Легниці . Враховуючи її процвітаючу акушерську практику та розширення клієнтської бази, до Зігемунд звернулися, коли пухлина шийки матки загрожувала Луїзі, герцогині Легницькій, яку вона успішно видалила після того, як лікарі-чоловіки звернулися до її професійних послуг. Того ж року Мартін Кергер — її колишній керівник — звинуватив її в небезпечних пологах. Колеги Кергер на медичному факультеті Франкфурта-на-Одері стали на бік Зігемунда, і власні заяви Кергер продемонстрували, що йому не вистачало її професійних знань, заснованих на практичному досвіді жіночої репродуктивної та дитячої анатомії та пологів. 
Його звинувачення не вплинули на професійні можливості Зігемунди щодо працевлаштування. Її досвід і спритність привернули увагу Фрідріха Вільгельма, курфюрста Бранденбурга, який у 1683 році призначив її своєю придворною акушеркою в Берліні. Вона також служила королівською акушеркою для сестри Фрідріха I Марі-Амалії, герцогині Саксонії-Цайтц, і народила чотирьох її дітей. При дворі Августа Сильного в 1696 році вона допомагала саксонській курфюристці Еберхардін при народженні її сина Фрідріха Августа II . У той же час вона відвідувала інші пологи в районі Берліна.
У Лейпцигу Андреас Петерманн висунув їй звинувачення у злочинах, подібних до тих, які Кергер уже висунув, але, враховуючи його порівняльну професійну недосвідченість, Зігемунд знову зміг подолати цей виклик її професійній репутації.
Зігемунд рідко використовувала ранні фармацевтичні препарати чи хірургічні інструменти у своїй практиці. До того часу, коли вона померла 10 листопада 1705 року в Берліні, Зігемунд народила майже 6200 немовлят, за словами берлінського диякона, який головував на її похоронах.

#### Судова акушерка (1690)

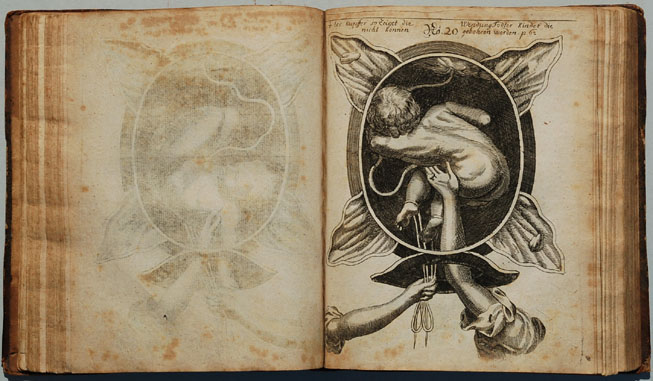
Дворучний внутрішній варіант плечового передлежання

Перебуваючи в Нідерландах, Марія II Оранська запропонувала Зігемунду створити навчальний посібник для акушерок. Однак на той час вона, ймовірно, вже почала складати «Придворну акушерку» .
У 1689 році Зігемунд вирушила з Гааги до Франкфурта-на-Одері та подала проект свого посібника на медичний факультет Франкфурта-на-Одері, який затвердив її медичну документацію. Вона включила ембріологічні та анатомічні гравюри Реньє де Граафа та Говарда Бідлоо, що підвищило його практичну користь. З квітня по червень 1689 року вона захистила свою частку інтелектуальної власності в томі, отримавши привілеї на друк від курфюрстів Бранденбурга та Саксонії, а також імператора Священної Римської імперії .
На основі ретельних записів, які вона робила під час пологів, вона опублікувала авторитетний акушерський текст під назвою «Придворна акушерка» (нім. Die Kgl. Preußische und Chur-Brandenburgische Hof-Wehemutter) у 1690 році. 28 березня 1690 року Almer Mater Viadrina сертифікувала її книгу. Книга написана у формі діалогу між нею та ученицею Христиною. Судова акушерка була систематичною та заснованою на доказах у своїй презентації можливих ускладнень пологів, включаючи проблеми, такі як погані передлежання, проблеми з пуповиною, передлежання плаценти та їх лікування. У підручнику Зігемунд представив рішення щодо пологів у плечовому передлежанні, у ті часи часто катастрофічна ситуація, яка призводила до смерті дитини і, можливо, матері. Вона відпрацювала втручання двома руками для повороту дитини в матці, закріпивши одну кінцівку слінгом. Їй також приписують (разом з Франсуа Морісо) пошук методу боротьби з кровотечею передлежання плаценти шляхом проколу плодового міхура .
Після смерті Зігемунда « Придворна акушерка» була перевидана численними перевиданнями, зокрема в Берліні (1708) і Лейпцигу (1715 і 1724), зі змінами, які включали підтверджуючі цитати з чоловічої гінекології. Республіки 1723, 1741, 1752 та 1756 років також включали звіти про справи Кергера та Петермана.

## Праця
- Die königl[ich-]preußische und chur-brandenb[urgische] Hof-Wehe-Mutter: das ist: ein höchst nöthiger Unterricht von schweren und unrecht stehenden Gebuhrten, in einem Gespräch vorgestellet, wie nemlich durch göttlichen Beystand, eine wohl-unterrichtete Wehe-Mutter mit Verstand und geschickter Hand dergleichen verhüten, das könd Noth, oder wanns; mit einem Anhange heilsamer Arzney-Mittel und . . . Controvers-Schriften vermehret . . . . Berlin: Rüdiger, 1723 Цифрове видання університетської та державної бібліотеки Дюссельдорфа .

## Спадщина
28 березня 2023 року в рамках кампанії «Місяць жіночої історії» Google відзначив Зігемунд дудлом, який охопив США, Великобританію, Ісландію, Швейцарію, Грецію та Німеччину.

## Нотатки
1. ↑  The "-in" suffix is a gender-specific surname variant.

## Подальше читання
- Pulz, Waltraud (1994). "Nicht alles nach der Gelahrten Sinn geschrieben" : das Hebammenanleitungsbuch von Justina Siegemund : zur Rekonstruktion geburtshilflichen Überlieferungswissens frühneuzeitlicher Hebammen und seiner Bedeutung bei der Herausbildung der modernen Geburtshilfe [Not everything written according to the scholarly sense" : the midwife instruction book by Justina Siegemund : for the reconstruction of obstetric traditional knowledge of early modern midwives and its importance in the development of modern obstetrics] (нім.). Münchner Vereinigung für Volkskunde. ISBN 3-926844-14-0. OCLC 214665051.
- Pulz, Waltraud; Morel, Marie-France (1996). Aux origines de l'obstétrique moderne en Allemagne (XVIe-XVIIIe siècle): accoucheurs contre matrones? [The origins of modern obstetrics in Germany (16th-18th century)]. Revue d'histoire moderne et contemporaine (фр.). Societe d'Histoire Moderne et Contemporaine. 43 (4): 593—617. ISSN 0048-8003. JSTOR 20530194. OCLC 60617917.
- Pulz, Waltraud (1998). Gewaltsame Hilfe? Die Arbeit der Hebamme im Spiegel eines Gerichtskonflikts (1680–1685) [Forced help? The work of the midwife reflected in a court conflict (1680–1685)]. У Schlumbohm, Jürgen (ред.). Rituale der Geburt : eine Kulturgeschichte (нім.). Verlag C.H. Beck. ISBN 3-406-42080-X. OCLC 41327073.
- Siegemund, Justina (2005). Tatlock, Lynne (ред.). The court midwife. University of Chicago Press. ISBN 978-0-226-75710-0. OCLC 190560533.
- Tatlock, Lynne (Summer 1992). Speculum Feminarum: Gendered Perspectives on Obstetrics and Gynecology in Early Modern Germany. Signs. University of Chicago Press. 17 (4): 725—760. ISSN 0097-9740. JSTOR 3174533. OCLC 5552765755.